# Dynjandi
Dynjandi je vodopád na Islandském poloostrově Vestfirðir. Nachází se na řece Dynjandisá nedaleko jejího ústí do Arnarfjörðuru, zálivu Grónského moře. Vodopád je vysoký 100 metrů a skládá se ze sedmi kaskád: kromě největší, která se jmenuje jako celý vodopád, to jsou Bæjarfoss, Hundafoss, Hrísvaðsfoss, Göngumannafoss, Strompgljúfrafoss a Hæstajallafoss. Vodopád se postupně rozšiřuje, nahoře má třicet metrů a dole okolo šedesáti.
Název Dynjandi znamená v islandštině „hřmící“, „řvoucí“. Používá se také název Fjallfoss, doslova „horský vodopád“. V roce 1981 byl vodopád vyhlášen národní přírodní památkou, patří k významným turistickým atrakcím severozápadního Islandu: nejbližším sídlem je přes 70 km vzdálený Patreksfjörður, odkud sem vede štěrková cesta. Nedaleko vodopádu se nacházejí rozvaliny statku, z něhož se podle pověsti obyvatelé vystěhovali, protože nemohli snést neustálý hluk. V okolí Dynjandi se odehrává část filmu Friðrika Þóra Friðrikssona Děti přírody.